# محوطه روته
محوطه روته مربوط به مس وسنگ - دوره ساسانیان است و در شهرستان قصر شیرین، بخش مرکزی، دهستان فتح‌آباد، نرسیده به داربلوط، جانب راست جاده واقع شده و این اثر در تاریخ ۲۲ اسفند ۱۳۸۵ با شمارهٔ ثبت ۱۸۱۱۸ به‌عنوان یکی از آثار ملی ایران به ثبت رسیده است.